# Бюст-барелеф на Димчо Дебелянов
Бюст-барелефът на Димчо Дебелянов (орелеф) в град Копривщица се намира в малката градинка на ул. „Геренилото“.
Изработен е от сръбския скулптор Джоко Радивоевич, открит е на 7 април 1965 г. Гранитният отломък има размери 160/120/60 см., в който е изваяна релефната фигура на поета.
Джоко Радивоевич живее в Копривщица, когато работи върху паметника на 16-те партизани в местността „Петдесятница“, както и върху орелефа на Димчо Дебелянов, за който малко хора знаят, че е негово дело. Приятелството на Радивоевич с Иван Врачев е причина Радивоевич след изселването си от Добрич да иде отново в Копривщица.
| „ | Аз поразкрасих малко Димчо. Той е бил по-пълен, кръглолик. Затова и е обичал да се снима и да го рисуват повече в профил. Ето защо му поизточих малко лицето, удължих и брадата, сведох погледа му надолу… | “ |

## Възпоменателен текст
| „ | Аз дойдох да да дочакам мирен заник. | “ |